# Odynerus exceptus
Odynerus exceptus är en stekelart som beskrevs av Giordani Soika. Odynerus exceptus ingår i släktet lergetingar, och familjen Eumenidae. Inga underarter finns listade i Catalogue of Life.